# Saint-Gervais-les-Trois-Clochers
Saint-Gervais-les-Trois-Clochers é uma comuna francesa na região administrativa da Nova Aquitânia, no departamento de Vienne. Estende-se por uma área de 39,15 km². Em 2010 a comuna tinha 1 352 habitantes (densidade: 34,5 hab./km²).